# محافظة ين باي
محافظة ين باي  ( بالفيتنامية : Yên Bái ) هي إحدى محافظات فيتنام. وهي محافظة زراعية تقع في شمال شرق البلاد. وهي تشترك في الحدود مع ست محافظات هي محافظة ها زانغ، ومحافظة لاو كاي، ومحافظة لا تشاو، ومحافظة سون لا، ومحافظة فو تاه، ومحافظة توين كوانغ. تغطي المقاطعة مساحة 6,899.5 كيلومترا مربعا، وبلغ عدد سكانها 750,200 نسمة في تعداد عام 2008.